# Dušan Đokić
Dušan Đokić, ook Djokić (Servisch: Душан Ђокић) (Prokuplje, 20 februari 1980) is een Servische voetballer. Hij speelt als centrale aanvaller. Đokić wordt door voetbalkenners geprezen om zijn werkkracht, gezonde agressiviteit en goed positiespel.

## Carrière
Ðokic begon zijn professionele voetbalcarrière bij de Servische laagvlieger Dinamo Pančevo. Hij verbleef daar twee seizoenen, waarna FK Rad Beograd voor de volgende twee jaar zijn werkgever was. Omdat Ðjokic tijdens zijn tweejarig verblijf bij FK Rad geen enkele keer het net wist te vinden, werd de aanvaller op de transferlijst geplaatst. Verkocht werd hij echter nooit, wel werd de Serviër drie seizoenen lang uitgeleend aan verschillende clubs. Ðjokic speelde achtereenvolgens voor FK Zemun, FK Obilić, Železnik Belgrado en FK Voždovac. Vooral tijdens zijn verblijf bij FK Obilić (seizoen 2003/04) maakte Ðjokić indruk; hij scoorde 13 doelpunten en was goed voor 10 assists in 29 wedstrijden.
In de zomer van 2005 fuseerde Železnik Belgrado met Voždovac en de club ging verder onder de naam FK Voždovac. Nadat Ðokic 11 maal had gescoord voor Voždovac in de heenronde van het seizoen 2005/06, kocht grote broer Rode Ster Belgrado hem tijdens de winterstop de spits weg voor een bedrag van een half miljoen euro. Ðokić wist in de tweede seizoenshelft nog eens 8 keer te scoren, waaronder zijn eerste doelpunt binnen 12 seconden na zijn debuut voor Rode Ster. Met een seizoenstotaal van 19 goals eindigde Ðokić op de tweede plaats van de topscorerslijst in Servië. Met zijn club Rode Ster won Ðokić de Servische beker en de nationale titel.
Het seizoen 2006/07 was wederom een succesvol jaar voor Ðokić. Wederom werd de dubbel gepakt met Rode Ster, niet in de laatste plaats dankzij Ðokić, die met 14 doelpunten als derde eindigde op de Servische topscorerslijst. Inmiddels was buitenlandse interesse gewekt. Ondanks interesse van clubs als RC Lens, Cagliari en Fiorentina, wist het Belgische Club Brugge de Servische spits voor vier jaar vast te leggen.
In het begin van het voetbalseizoen 2007/08 streed Club Brugge met Anderlecht voor de Belgische Supercup. Brugge verloor de wedstrijd, maar Ðokić scoorde in zijn eerste wedstrijd voor Club Brugge meteen zijn eerste goal. Hij was overigens in die wedstrijd de 100ste buitenlander ooit die voor Club Brugge een officiële wedstrijd speelde. De rest van het seizoen verliep minder vlot; hij scoorde maar vier keer in de competitie en het seizoen daarop mocht hij zelfs maar twee keer meespelen. Daarom leende Club Brugge hem tot aan het eind van dat seizoen uit aan Omonia Nicosia. Voor het seizoen 2009/10 werd hij uitgeleend aan Astra Ploiesti,maar de Serviër keerde in januari al terug omdat hij niet betaald werd. Vanaf 10 maart 2010 werd hij aan het Chinese Chongqing Lifan verhuurd tot het einde van het seizoen.

## Statistieken[1]
| seizoen | club               | land                 | competitie           | wed. | goals |
| ------- | ------------------ | -------------------- | -------------------- | ---- | ----- |
| 1998/99 | Dinamo Pančevo     | Joegoslavië          | Meridian Superliga   | 2    | 0     |
| 1999/00 | Dinamo Pančevo     | Joegoslavië          | Meridian Superliga   | 24   | 7     |
| 2000/01 | FK Rad Belgrado    | Joegoslavië          | Meridian Superliga   | 10   | 0     |
| 2001/02 | FK Rad Belgrado    | Joegoslavië          | Meridian Superliga   | 23   | 2     |
| 2002/03 | FK Zemun           | Servië en Montenegro | Meridian Superliga   | 19   | 6     |
| 2003/04 | FK Obilić          | Servië en Montenegro | Meridian Superliga   | 29   | 13    |
| 2004/05 | Zeleznik Belgrado  | Servië en Montenegro | Meridian Superliga   | 13   | 3     |
| 2005/06 | FK Voždovac        | Servië en Montenegro | Meridian Superliga   | 17   | 11    |
| 2005/06 | Rode Ster Belgrado | Servië en Montenegro | Meridian Superliga   | 9    | 8     |
| 2006/07 | Rode Ster Belgrado | Servië               | Meridian Superliga   | 28   | 14    |
| 2007/08 | Club Brugge        | België               | Jupiler League       | 26   | 4     |
| 2008/09 | Club Brugge        | België               | Jupiler League       | 2    | 0     |
| 2008/09 | → Omonia Nicosia   | Cyprus               | A Divizion           | 7    | 0     |
| 2009/10 | → Astra Ploiesti   | Roemenië             | Liga 1               | 10   | 3     |
| 2009/10 | → Chongqing Lifan  | China                | Super League         | 6    | 0     |
| 2010/11 | Zagłębie Lubin     | Polen                | Ekstraklasa          | 4    | 0     |
| 2011/12 | Najran SC          | Saoedi-Arabië        | Saudi Premier League | 13   | 4     |
| 2012/13 | FK Vozdovac        | Servië               | Prva liga            | 16   | 4     |
| 2015/16 | FK Zemun           | Servië               | Prva liga            | 15   | 2     |
|         |                    |                      | Totaal               | 267  | 78    |